# Бэрри, Рик
Ричард Фрэнсис Деннис «Рик» Бэрри III (англ. Richard Francis Dennis "Rick" Barry III; родился 28 марта 1944 года, Элизабет, Нью-Джерси) — американский профессиональный баскетболист, выступавший за NCAA, Американскую баскетбольную ассоциацию. (АБА) и Национальную баскетбольную ассоциацию (НБА). Бэрри входит в число самых результативных баскетболистов и универсальных игроков в истории баскетбола. Кроме того, Бэрри вошел в число семи игроков, набравших 50 или более очков в матче финальной серии НБА: Боб Петтит (1958), Элджин Бэйлор (1962),  Джерри Уэст (1969), Майкл Джордан (1993), Леброн Джеймс (2018), Яннис Адетокунбо (2021).
В составе «Окленд Окс» стал чемпионом АБА (1969), а в составе «Голден Стэйт Уорриорз» — чемпионом НБА (1975). Член Зала славы баскетбола с 1987 года.
В 1996 году он был назван одним из 50 величайших игроков в истории НБА. В октябре 2021 года Барри был отмечен как один из величайших игроков лиги всех времен, будучи включенным в команду, посвященную 75-летию НБА.
В октябре 2021 года Барри был назван одним из 75 величайших игроков лиги всех времен.
Бэрри — отец бывших профессиональных баскетболистов Брента Бэрри, Джона Бэрри, Дрю Бэрри и Скутера Бэрри, а также нынешнего профессионального игрока Каньона Бэрри.

## Карьера игрока
Играл на позиции лёгкого форварда. Учился в Университете Майами, в 1965 году был выбран на драфте НБА под 2-м номером командой «Сан-Франциско Уорриорз». Позже выступал за команды «Окленд Окс» (АБА), «Вашингтон Кэпс» (АБА), «Нью-Йорк Нетс» (АБА), «Голден Стэйт Уорриорз» и «Хьюстон Рокетс». В сезоне 1968/1969 годов стал чемпионом АБА в составе «Окс», а в сезоне 1974/1975 годов стал чемпионом НБА в составе «Уорриорз», одновременно став самым ценным игроком финала НБА.
Бэрри считается одним из лучших лёгких форвардов всех времен. В 1996 году был назван одним из 50 лучших игроков в истории НБА. Бэрри единственный игрок, который был самым результативным игроком сезона в NCAA, АБА и НБА. В 1987 году был включен в Зал славы баскетбола.
Бэрри был известен как один из последних в НБА исполнителей штрафных «из-под юбки» (двумя руками снизу). При этом Рик показывал очень высокий процент точности выполнения штрафных бросков — 89,3 % за карьеру в НБА (шесть раз он становился лучшим в сезоне НБА по проценту попадания штрафных бросков), при этом в трёх последних сезонах в НБА его точность превышала 92 %.

## Личная жизнь
От брака с первой женой Пэм, дочерью Брюса Хейла, у Рика четверо сыновей: Скутер, Джон, Брент и Дрю — все профессиональные баскетболисты. Так же у него есть дочь Шеннон и сын от третьего брака с Линн Бэрри Кеньон.
После того как его сын Брент Бэрри стал дважды чемпионом НБА (2005, 2007) в составе «Сан-Антонио Спёрс», Рик и Брент стали вторым дуэтом, когда отец и сын оба являются чемпионам НБА. Первой такой парой были Мэтт Гукас-старший и его сын Мэтт Гукас-младший. Билл Уолтон и Люк Уолтон стали третьим дуэтом, когда Люк стал чемпионом НБА в 2009 и 2010 году в составе «Лос-Анджелес Лейкерс».

## Статистика

### Статистика в НБА
| Сезон                                                                                    | Команда                | Регулярный сезон | Регулярный сезон | Регулярный сезон | Регулярный сезон | Регулярный сезон | Регулярный сезон | Регулярный сезон | Регулярный сезон | Регулярный сезон | Регулярный сезон | Регулярный сезон | Серия плей-офф | Серия плей-офф | Серия плей-офф | Серия плей-офф | Серия плей-офф | Серия плей-офф | Серия плей-офф | Серия плей-офф | Серия плей-офф | Серия плей-офф | Серия плей-офф |
| Сезон                                                                                    | Команда                | GP               | GS               | MPG              | FG%              | 3P%              | FT%              | RPG              | APG              | SPG              | BPG              | PPG              | GP             | GS             | MPG            | FG%            | 3P%            | FT%            | RPG            | APG            | SPG            | BPG            | PPG            |
| ---------------------------------------------------------------------------------------- | ---------------------- | ---------------- | ---------------- | ---------------- | ---------------- | ---------------- | ---------------- | ---------------- | ---------------- | ---------------- | ---------------- | ---------------- | -------------- | -------------- | -------------- | -------------- | -------------- | -------------- | -------------- | -------------- | -------------- | -------------- | -------------- |
| 1965/66                                                                                  | Сан-Франциско Уорриорз | 80               |                  | 37,4             | 43,9             |                  | 86,2             | 10,6             | 2,2              |                  |                  | 25,7             | Не участвовал  | Не участвовал  | Не участвовал  | Не участвовал  | Не участвовал  | Не участвовал  | Не участвовал  | Не участвовал  | Не участвовал  | Не участвовал  | Не участвовал  |
| 1966/67                                                                                  | Сан-Франциско Уорриорз | 78               |                  | 40,7             | 45,1             |                  | 88,4             | 9,2              | 3,6              |                  |                  | 35,6             | 15             |                | 40,9           | 40,3           |                | 80,9           | 7,5            | 3,9            |                |                | 34,7           |
| 1972/73                                                                                  | Голден Стэйт           | 82               |                  | 37,5             | 45,2             |                  | 90,2             | 8,9              | 4,9              |                  |                  | 22,3             | 11             |                | 26,5           | 39,6           |                | 90,9           | 4,9            | 2,2            |                |                | 16,4           |
| 1973/74                                                                                  | Голден Стэйт           | 80               |                  | 36,5             | 45,6             |                  | 89,9             | 6,8              | 6,1              | 2,1              | 0,5              | 25,1             | Не участвовал  | Не участвовал  | Не участвовал  | Не участвовал  | Не участвовал  | Не участвовал  | Не участвовал  | Не участвовал  | Не участвовал  | Не участвовал  | Не участвовал  |
| 1974/75                                                                                  | Голден Стэйт           | 80               |                  | 40,4             | 46,4             |                  | 90,4             | 5,7              | 6,2              | 2,9              | 0,4              | 30,6             | 17             |                | 42,7           | 44,4           |                | 91,8           | 5,5            | 6,1            | 2,9            | 0,9            | 28,2           |
| 1975/76                                                                                  | Голден Стэйт           | 81               |                  | 38,5             | 43,5             |                  | 92,3             | 6,1              | 6,1              | 2,5              | 0,3              | 21,0             | 13             |                | 40,9           | 43,6           |                | 88,2           | 6,5            | 6,5            | 2,9            | 1,1            | 24,0           |
| 1976/77                                                                                  | Голден Стэйт           | 79               |                  | 36,8             | 44,0             |                  | 91,6             | 5,3              | 6,0              | 2,2              | 0,7              | 21,8             | 10             |                | 41,5           | 46,6           |                | 90,9           | 5,9            | 4,7            | 1,7            | 0,7            | 28,4           |
| 1977/78                                                                                  | Голден Стэйт           | 82               |                  | 36,9             | 45,1             |                  | 92,4             | 5,5              | 5,4              | 1,9              | 0,5              | 23,1             | Не участвовал  | Не участвовал  | Не участвовал  | Не участвовал  | Не участвовал  | Не участвовал  | Не участвовал  | Не участвовал  | Не участвовал  | Не участвовал  | Не участвовал  |
| 1978/79                                                                                  | Хьюстон                | 80               |                  | 32,1             | 46,1             |                  | 94,7             | 3,5              | 6,3              | 1,2              | 0,5              | 13,5             | 2              |                | 32,5           | 32,0           |                | 100,0          | 4,0            | 4,5            | 0,0            | 1,0            | 12,0           |
| 1979/80                                                                                  | Хьюстон                | 72               |                  | 25,2             | 42,2             | 33,0             | 93,5             | 3,3              | 3,7              | 1,1              | 0,4              | 12,0             | 6              |                | 13,2           | 36,4           | 25,0           | 100,0          | 1,0            | 2,5            | 0,2            | 0,2            | 5,5            |
|                                                                                          | Всего                  | 794              |                  | 36,3             | 44,9             | 33,0             | 90,0             | 6,5              | 5,1              | 2,0              | 0,5              | 23,2             | 74             |                | 36,8           | 42,6           | 25,0           | 87,5           | 5,6            | 4,6            | 2,2            | 0,8            | 24,8           |
| Наведите курсор мыши на аббревиатуры в заголовке таблицы, чтобы прочесть их расшифровку. |                        |                  |                  |                  |                  |                  |                  |                  |                  |                  |                  |                  |                |                |                |                |                |                |                |                |                |                |                |